# Долгота (телесериал)
«Долгота» (англ. Longitude) — исторический телефильм режиссёра Чарльза Старриджа, снятый в 2000 году для канала Channel 4 по книге Давы Собель. В 2001 году фильм был представлен в десяти номинациях на премию Британской академии кино и телевидения и выиграл в пяти из них: лучший драматический сериал (Чарльз Старридж, Селвин Робертс), лучший актер (Майкл Гэмбон), лучшая музыка (Джеффри Бергон), лучшая операторская работа и освещение (Питер Ханнан), лучшая работа художника (Эйлин Дисс, Крис Лоу)..

## Сюжет
Действие основной сюжетной линии фильма относится к первой трети XVIII века, когда происходили события, связанные с изобретением Джоном Гаррисоном (Майкл Гэмбон) морского хронометра, который позволил бы мореходам надежно определять долготу. За это достижение была обещана награда британского парламента, решение о вручении которой должна решить специальная комиссия. Поскольку в последнюю входили в основном астрономы, отдававшие предпочтение именно астрономическим методам определения долготы, Гаррисон потратил много лет на попытки доказать работоспособность своих приборов и своего метода.
Параллельно рассказывается о событиях первой половины XX века, когда Руперт Гулд (Джереми Айронс) пытался восстановить хронометры Гаррисона и популяризировать его достижения.

## В ролях
| XVIII век | XX век |
| --- | --- |
| - Майкл Гэмбон — Джон Гаррисон - Ян Харт — Уильям Гаррисон - Брайан Кокс — Лорд Мортон - Сэмюэл Уэст — Невил Маскелайн - Билл Найи — Лорд Сэндвич - Питер Вон — Джордж Грэм - Джон Вуд — Эдмунд Галлей - Джемма Джонс — Элизабет Гаррисон - Лайам Дженнингс — Уильям Гаррисон в детстве - Т. П. МакКенна — Эдмунд Бёрк - Эндрю Скотт — капитан Джон Кэмпбелл - Николас Роу — король Георг III - Джонатан Кой — адмирал Шовелл - Джон Неттлтон — министр флота - Найджел Дэвенпорт — сэр Чарльз Пелэм - Фрэнк Финлэй — Чарльз Уэйгер - Иэн Макнис — доктор Блисс - Марк Тэнди — Уистон - Стивен Фрай — сэр Кнельм Дигби - Хайке Макач — королева Шарлотта - Дара О’Мэлли - капитан Бурк | - Джереми Айронс — Руперт Гулд - Анна Чанселлор — Мюриэл Гулд - Люси Экхёрст — сестра Грейс Ингрэм - Алек Маккоуэн — Фрэнк Уотсон Дайсон - Питер Картрайт — армейский доктор |